# Tomás Bartomeus
Tomás Javier Bartomeus Viveros (Cambyretá, 27 ottobre 1982) è un ex calciatore paraguaiano, di ruolo difensore.